# Mordellistena diffinis
Mordellistena diffinis es una especie de coleóptero de la familia Mordellidae.

## Distribución geográfica
Habita en Chipre.